# Зигфрид II фон Рункел
Зигфрид II фон Рункел (на немски: Siegfried II von Runkel; † сл. 1191) от Дом Рункел, е господар на Рункел и Вестербург (fl 1181).

## Произход
Той е най-възрастният син на Зигфрид I фон Рункел († 1159), първият известен господар на Рункел.

## Деца
- Зигфрид III († ок. 1221/1227), господар на Рункел и Вестербург
- Херман († пр. 1181)
- Хайнрих (fl 1208)
- Мехтилд, омъжена за рейнграф Емихо